# Pheleuscelus spiniger
Pheleuscelus spiniger es una especie de coleóptero de la familia Attelabidae.

## Distribución geográfica
Habita en Brasil.